# 범일 마제스 타워
범일 마제스 타워(영어: Beomil Majes Tower)은 대한민국 부산광역시 동구 범일동에 위치한 초고층 아파트 단지다.